# 아랍 요리

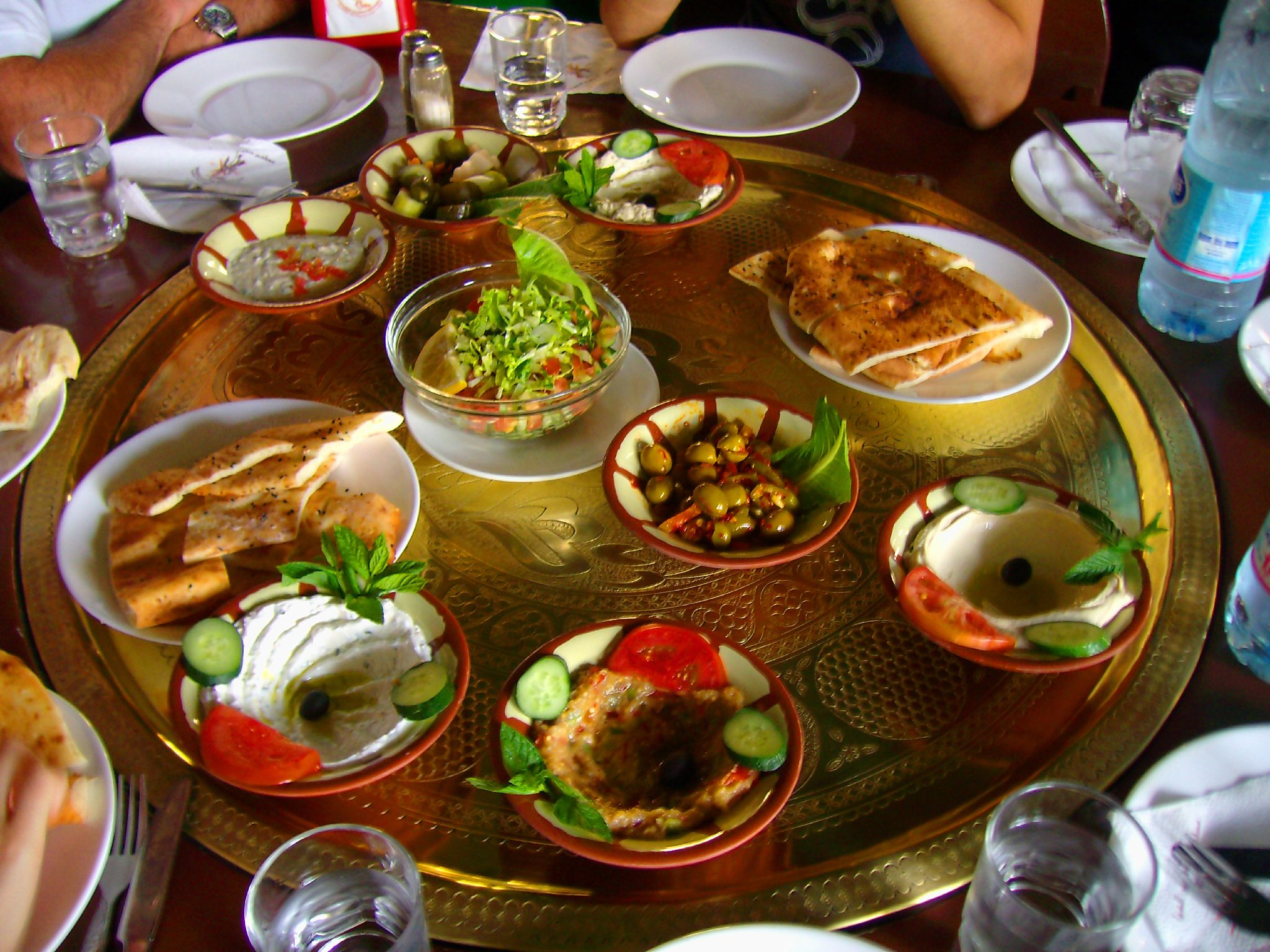
아랍의 식사

아랍 요리(아랍料理, 아랍어: مطبخ عربي 마트바크 아라비[*])는 아랍권 및 아랍인의 요리이다.
코란에 따르면, 돼지고기는 불결하고(유목민 특유의 견해), 동물의 피는 오염된 것이며(유대교로부터 전해진 유산), 포도주는 혐오스러운 것이었다(예언자들이 징집한 병사들 중 일부가 전쟁 전야에 술에 취해 곤드라져버린 채 발견되었다.). 그러나 이러한 것들은 선택의 폭이 대단히 넓었던 아랍인들에게는 경미한 금지사항들이었다.
아랍에는 예루살렘산 건포도, 팔미라산 올리브, 시리아산 사과 등과 이집트산 밀, 남부 아라비아산 수수, 요르단 계곡에서 생산된 쌀이 있었다. 팔레스티나의 양과 염소, 아덴 만 부근 시어(Shihr)의 생선, 곳곳의 특히 비옥한 성채에서 나는 비둘기들도 있었으며, 아시아에서 생산된 새로운 작물인 사탕수수, 시금치, 망고, 바나나도 있었다. 아랍인은 여전히 향신료 무역을 장악하고 있었기에 향신료도 풍부했다. 또한 곳곳에 장미화원이 있어서 아랍인들이 요리에 즐겨 이용했던 장미수액을 제공했다.
주방에서 아랍인들은 유목생활식으로 고기를 아낌없이 마구 소비했다. 연한 부위는 얇게 썰거나 덩어리째 요리했으며, 질긴 부위는 잘게 다져서 고기완자를 만들었다. 아무리 복잡한 음식이라 할지라도 단 하나의 냄비에서 요리되었다. 이런 냄비요리의 많은 실례들이 유산층의 미식가 알-바그다디가 13세기경에 쓴 한 문헌에 소개되어 있다.

## 역사[2]

### 이슬람교 출현 이전
이슬람교 출현 이전 아라비아 반도의 아랍인 음식은 주변의 제국문명을 영위하던 비잔틴이나 페르시아와는 비교할 수 없을 정도로 소박하고 검소했다. 사막이라는 척박한 환경에서 이들이 얻을 수 있는 음식재료는 제한될 수밖에 없었기 때문이다. 게다가 사막의 베두인들은 이동에 용이한 음식을 선호했다. 베두인들이 요리에 쓰는 주재료는 주변에서 쉽게 구할 수 있는 곡물, 자신이 키우는 가축의 고기와 여기서 얻는 소량의 우유와 유제품, 오아시스 주변의 대추야자와 과일 약간 정도였다. 조리법 또한 유목생활에 적합하게 단순했다. 이동 생활에 편리하도록 불에 굽거나 하나의 냄비에 모든 재료를 넣고 다 같이 끓이는 형태가 주를 이루었다.
그러나 7세기 아라비아 반도의 아랍인들을 주축으로 한 이슬람교의 정복사업이 진행되면서 사막 베두인들의 식탁은 점차 변모해갔다. 먼저 아랍인들은 비잔틴과 페르시아 제국을 정복하면서 제국의 세련되고 화려한 음식문화를 전수받을 수 있었다. 비잔틴 제국으로부터는 고급스럽고 세련된 로마의 궁중요리를 전수받았고, 페르시아 제국으로부터는 인도와 중국에서 건너온 향신료가 듬뿍 들어가는 복잡한 음식을 전수받았다. 이러한 역사적 배경 때문에 오늘날까지 전해지는 아랍인들의 요리법은 페르시아로부터 기원한 것이 많다. 대표적인 것이 다량의 아몬드, 호두, 피스타치오너트 가루를 이용하여 달콤하고 맛좋은 음식을 걸쭉하게 만드는 방법인데, 이는 오늘날에도 아랍 고급요리의 특징을 이루고 있다.

### 우마이야 시대(661~750년)
우마이야 왕조는 이슬람교의 지도자였던 사도 무함마드가 사망한 뒤 등장한 첫 이슬람 제국이다. 우마이야 왕조는 건국과 함께 수도를 기존의 메카에서 좀 더 서쪽에 위치한 현재 시리아의 수도인 다마스쿠스로 천도했다. 다마스쿠스는 사막 출신의 무슬림 정복자들이 한 번도 경험해본 적 없는 국제적인 도시였다. 다마스쿠스는 유럽과 아시아, 아프리카를 연결하는 무역로가 관통하는 곳이었으며 중세 중동의 다문화 중심지였다.
게다가 이슬람 제국의 수도인 다마스쿠스는 농사에 천혜의 조건을 갖추고 있었다. 지중해성 기후에 비옥한 땅이 널리 분포되어 있기 때문이다. 척박한 사막에서 유목과 무역업을 주로 하던 베두인 생활을 청산하고 아랍 무슬림들도 새로운 제국의 환경에 적응하여 풍요로운 정착생활을 영위할 수 있었다. 그 결과 아랍인들은 이제껏 보지 못했던 다양한 곡식과 열매를 풍성하게 얻을 수 있었다. 국제도시의 이름에 걸맞게 다양한 음식재료가 이 지역으로 모여들었다. 그중에는 예루살렘산 건포도, 팔미라산 올리브, 시리아산 사과 등과 이집트산 밀, 남부 아라비아산 수수, 요르단 계곡에서 생산된 쌀이 있었다. 팔레스타인 지역의 양과 염소, 아덴 만 부근 시어의 생선, 곳곳의 특히 비옥한 성채에서 나는 비둘기도 있었으며, 아시아에서 생산된 새로운 작물인 사탕수수, 시금치, 망고, 바나나도 있었다. 정복사업을 통해 전수받은 다양한 재료, 음식 조리법과 향신료 덕에 우마이야 시대에는 독특한 아랍 무슬림 상류계층의 식사 스타일을 구축할 수 있었다. 왕실 사람들과 귀족들은 비싼 향신료, 이국적인 재료, 정교한 제조 기술을 바탕으로 만든 고급스러운 음식을 즐겨 먹었다. 음식을 먹는 형식도 크게 달라졌다. 이제 아랍인들은 바닥에 수프라(sufrah)천을 깔고 그 위에 간단히 상을 차리지 않았다. 그 대신 세련되고 고급스러운 음식에 걸맞는 금이나 은으로 만든 접시에 음식을 담아 먹기 시작했으며 식탁도 이용하기 시작했다. 무슬림은 여전히 세계의 향신료 무역을 장악하고 있었기 때문에 각종 향신료도 풍부하게 구할 수 있었다. 또한 곳곳에 장미화원이 있어서 요리에 장미수액을 첨가하기도 했다.

### 압바스 시대(750~1258년)

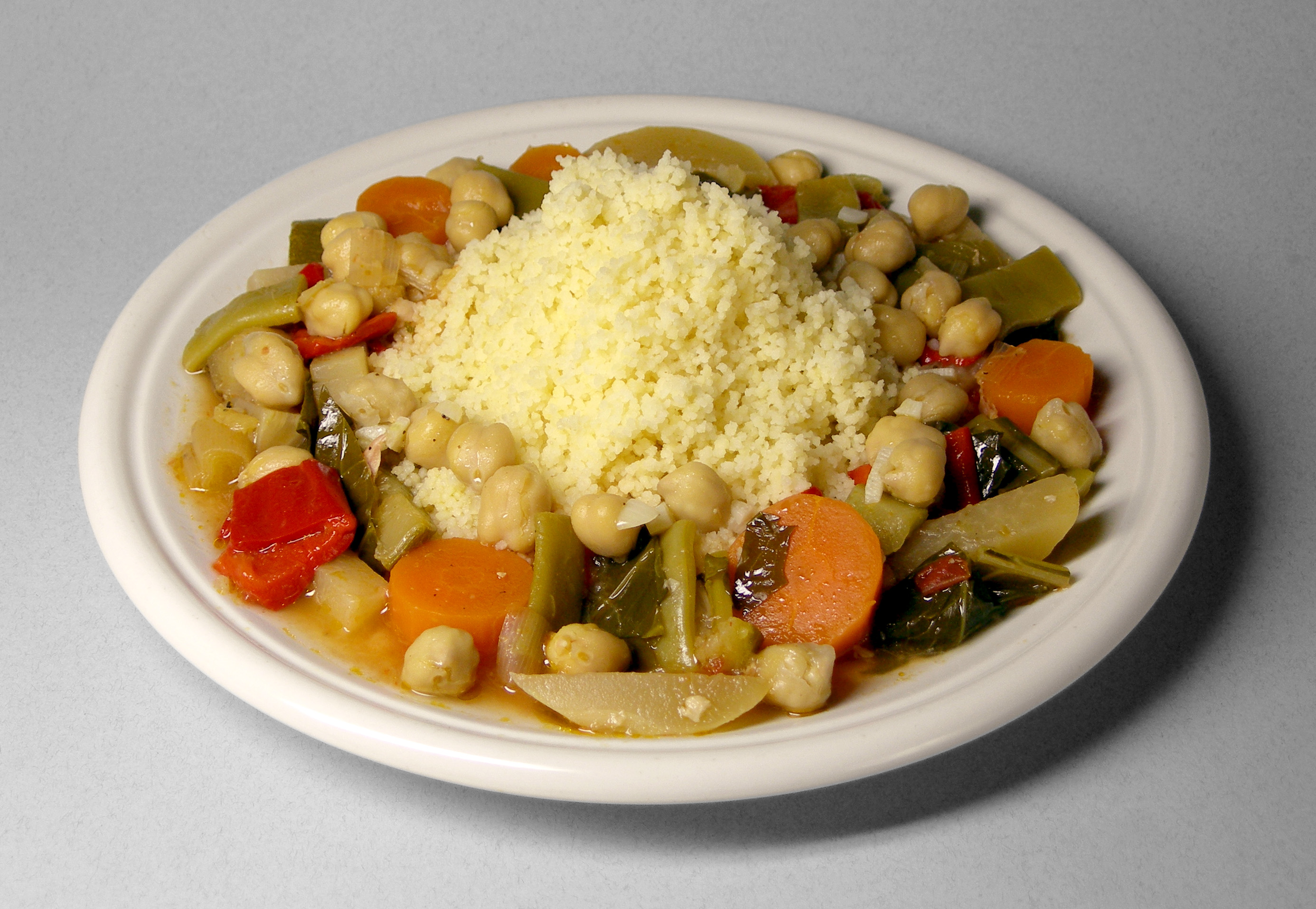
병아리 콩과 채소로 요리한 쿠스쿠스

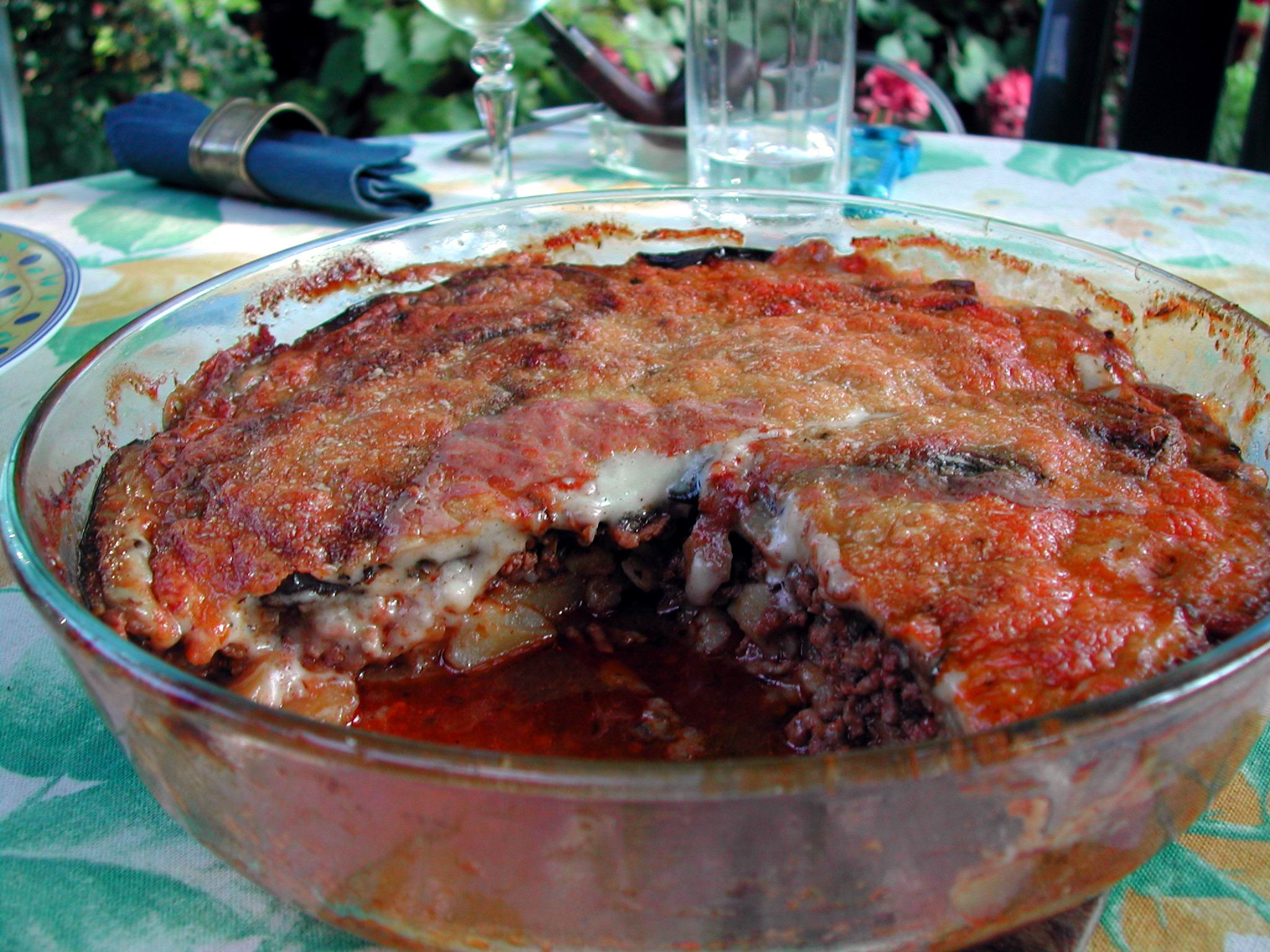
무사카

새로운 이슬람 제국으로 재탄생한 압바스 왕조는 수도를 다마스쿠스에서 현재 이라크의 수도인 바그다드로 옮겼다.
압바스 시대는 이슬람 제국 역사의 황금기로 이 시대에 이슬람 문명은 절정을 이루었다. 바그다드는 이슬람 제국의 권력과 부의 상징이 되었으며, 세상의 진귀한 물품들은 모두 이곳을 중심으로 집산했다. 이러한 역사적 상황이 아랍인들의 음식문화에 반영되었음은 말할 나위 없다. 아랍인들은 위험을 무릅쓰고 멀리 중국까지 가서 육계와 대황을 구해 왔으며, 인도에서는 코코넛을 가져오기도 했다. 중앙아시아의 박트리아에서는 포도를, 이란의 이스파한에서는 꿀, 장미과의 과일나무인 마르멜루, 사과, 사프란, 소금을, 이라크 북부지역에 위치한 모술에서는 메추라기를, 이집트의 훌완에서는 석류, 무화과, 식초소스를 가져왔다.
세계 각지에서 모여든 각종 재료와 요리법으로 아랍인의 요리는 호사스러움과 정교함의 극치에 이르렀다. 아랍인의 혈통을 선호한 우마이야 왕조의 배타적인 정책과 달리 다민족, 다문화를 수용하면서 보편주의를 앞세운 압바스 제국의 정책처럼 당시 이슬람 제국의 음식에는 아랍의 전통음식에 이란, 터키, 그리고 지중해 지역 음식이 모두 융해되었다. 당시 권력층과 부유층은 로마 비잔틴과 페르시아 궁정의 요리법을 전수받았으며, 가까이는 시리아와 이집트, 멀리는 인도, 중국, 러시아에서 수입해온 사치품을 이용해 음식의 세련미를 더했다. 또한 일부 칼리프들은 유명한 인도인 요리사를 고용했으며, 이들의 조리법은 현지의 음식요리법에도 영향을 미쳤다. 그 밖에 북쪽 코카서스 지방에서 전해진 요리법인 얇게 썬 고기 요리, 이집트에서 전해진 케이크류, 남부 아라비아에서 전해진 증기로 찐 곡식인 쿠스쿠스, 서부에서 온 프랑스식 구운 양고기, 무사카(양고기나 소고기 조각과 가지 조각을 층층이 쌓고 치즈와 소스를 뿌려 구운 요리)의 원형으로 동부에서 전래된 마그무마도 있었다.
무슬림의 음식문화가 사치의 절정에 이른 것은 9세기 초반 칼리파 하룬 알-라시드 통치 기간 때였다. 칼리프의 궁전에서는 매일 연회가 열렸으며, 바그다드의 유산층은 이미 세계의 다양한 음식에 완전히 사로잡혀 있었다. 이를 반증하듯 현대 무슬림 요리법으로 남아 있는 것은 칼리프 시대 바그다드에 비해 상당히 간소화되고 변화된 형태일 뿐이라고 한다.

### 오스만 제국 시대(1281~1924)
아랍의 음식문화의 주요 무대가 아랍에서 터키 지역으로 옮겨 간다. 터키에서는 궁중음식이 발달했으며, 발칸 지역과 북부 아프리카에 이르기까지 오스만 제국의 음식문화가 널리 전파되었다. 커피와 같은 일부 품목은 유럽까지 진출한 오스만 제국의 영향으로 유럽에 전해졌으며, 이후 세계인의 사랑을 한 몸에 받는 음료가 되었다.

## 지역[7]
‘이슬람 지역’은 무슬림이 많이 분포되어 있는 지역을 말한다. 전 세계 무슬림 인구에 대해 정확한 통계를 내기는 어렵지만 지구상에는 무슬림이 적게는 13억, 많게는 16억 정도 살고 있다. 이들 중 30%가 중동 지역에 밀집해 있으며 나머지는 유럽과 동남아시아, 미주 지역과 중국에도 상당수 분포한다. 그 중 인도네시아는 무슬림 인구수가 세계에서 가장 많은 국가로 꼽힌다.
‘중동(Middle East)’은 지리적 개념으로, 영국을 중심으로 극동(Far East)과 근동(Near East)지역의 중간쯤에 위치한 지역을 지칭한다. 이 말은 19세기 영국이 중동 지역을 좀 더 효과적인 방식으로 식민통치하기 위해 군사적으로 쓴 용어에서 유래했다. 처음에 중동지역은 페르시아 걸프 지역을 지칭했으나 점차 확대되어 오늘날에는 중앙아시아와 북아프리카 지역까지 포괄한다.
‘아랍’은 두 지역 개념에 비해 협의의 의미로 쓰인다. 아랍은 중동 지역 중에서도 아랍어를 쓰면서 자신의 뿌리를 아랍문화에서 찾는 사람들의 공동체를 지칭한다.

### 중동 이슬람 지역
아라비아 반도에서 북아프리카 지역까지 걸쳐 있는 아랍 지역에는 다음 18개국이 포함된다.
우선 동쪽 끝 아라비아 반도에 위치한 아랍국가부터 살펴보자. 여기에는 사우디아라비아, 바레인, 쿠웨이트, 카타르, 아랍에미리트, 오만, 예멘이 있으며 사막기후가 특징이다. 과거 석유가 발견되기 전까지 이곳 사람들은 한 지역에 정착해 농경과 목축에 종사하기보다 먹을 것을 찾아 돌아다니는 유목생활을 주로 했다(비교적 강우량의 혜택을 많이 입은 오만과 예멘 지역 제외). 그리고 자급자족을 할 수 없던 품목은 주변의 정착민과 서로 교환하며 삶을 연명해나갔다. 덕분에 이 지역은 전통적으로 무역업이 발달했다. 이러한 전통은 오늘까지 남아, 이곳 주민은 먹을거리를 주로 수입에 의존하고 있다.
중동의 중간에 위치한 이 지역은 아랍어로 ‘해가 뜨는 지역’이라는 뜻의 마슈리끄(mashriq)라 부른다. 마슈리끄 지역은 프랑스어로 ‘동방’이란 의미를 지닌 레반트(Levant)라 부르기도 하는데 지형의 형세는 초승달 모양의 띠를 이룬다. 그래서 다른 말로는 ‘비옥한 초승달 지역’이라고도 부른다. 레반트 지역은 그 이름에 걸맞게 풍부한 강우량과 온난한 지중해성 기후 덕분에 각종 채소가 풍성하다. 그래서 전통적으로 이 지역에서는 다채로운 음식문화가 발달했다. 이 지역의 음식문화가 중동의 음식문화를 대표한다고 해도 과언이 아닐 정도이다. 이 운 좋은 국가로는 요르단, 레바논, 시리아, 팔레스타인, 이라크가 있다.
레반트에서 좀 더 서쪽으로 가면 이집트, 리비아, 수단이 있다. 여기서 더 서쪽 끝으로 가면 아랍어로 ‘해가 지는 지역’이란 뜻을 지닌 ‘마그리브(maghreb)’라 부르는 곳이 있다. 마그레브 국가는 북아프리카의 모로코, 알제리, 튀니지이다. 이집트, 리비아, 수단과 마그리브 지역의 음식문화는 서민적인 것이 특징이다. 단, 왕국을 유지하며 세련된 문화를 영위한 모로코는 예외이다. 게다가 모로코는 스페인과 지리적으로 가까워 유럽의 음식문화도 적극적으로 받아들였기 때문에 상당히 이국적이다.

### 이스라엘
이스라엘은 중동 지역에 위치한 국가 중 그 정체성이 가장 독특하다. 이스라엘은 1945년 건국된 중동 유일의 유대국가로 서구 제국주의의 지원을 받아 탄생했다. 이스라엘은 그 탄생시점부터 종교적, 정치적으로 논쟁을 가장 많이 낳은 국가로, 오늘날까지도 주변 아랍국가로부터 미움을 사고 있다. 그러나 이스라엘이라는 국가가 탄생하기 전까지 유대인들은 중동의 전 지역에 분포하면서 다양한 민족과 이웃하며 사이좋게 살고 있었다. 이들은 주로 금융과 무역업에 종사하며 무슬림과도 좋은 관계를 유지하고 있었다. 이를 반영하듯 초기 이슬람교의 형성기에 유대인의 음식문화는 아랍 무슬림의 음식문화에 지대한 영향을 미쳤다. 식전 세정, 돼지고기 금기, 금식일 준수 등 유대인의 문화는 이슬람교의 음식문화에 흡수되어 오늘날까지 지켜지고 있다.

## 종교[8]
이슬람교의 관점에서 보면 먹는 것은 순전히 종교적인 행위이다. 즉, 무슬림의 먹는 행위는 알라를 숭배할 수 있도록 에너지를 보급하는 것이다. 이슬람교에서 음식과 관련된 계시는 “좋은 것을 먹고 올바로 행동하라”(꾸란 23:51)라는 구절로 정리된다.
이런 이유 때문에(현실에서는 다른 이야기지만) 원칙적으로 무슬림은 단지 먹고 마시기 위해, 그리고 그 욕망 때문에 먹거나 마시지 않는다. 즉, 배고프지 않으면 먹지 않고 목마르지 않으면 마시지 않는다. 또한 음식은 소박하고 검소해야 한다. 음식 절제에 대한 이슬람교의 입장을 가장 잘 표명하는 것이 무슬림의 5대 의무사항 중 하나인 라마단이다. 라마단 달에는 남녀노소를 불문하고 모든 무슬림은 한달 동안 금식을 할 것을 규정하고 있다.
이슬람교에서는 인간에게 허용된 음식과 금기된 음식을 명확하게 구분 지으며 모든 무슬림은 반드시 합법적인 음식을 섭취할 것을 권장한다. 이슬람교에서 인간에게 허용되는 음식을 할랄, 금지되는 음식을 하람, 그리고 권장되지 않는 음식을 마크루라고 규정하며, 이를 준수하는 것은 무슬림의 가장 기본적인 의무사항으로 간주된다.

### 무슬림에게 허용된 음식과 금지된 음식
꾸란 제5장 4절에 따르면 무슬림에게 허락된 음식은 ‘좋은 것들’이라고 규정하고 있다. 여기에서 의미하는 ‘좋은 것들’이란 원칙적으로 깨끗한 사람, 즉 무슬림에 의해 준비된 ‘깨끗한 음식’을 의미한다. 정화된 음식을 통해 무슬림은 인간에 대한 신의 자비와 힘을 느낄 수 있기 때문이다. 꾸란에 언급된 좋은 음식에는 하느님의 축복을 받은 과실인 무화과 올리브(꾸란 95: 1), 종려나무열매(대추야자)와 포도, 꿀(꾸란 47: 15), 석류 등이 있다. 신의 축복을 받은 과일은 아랍 무슬림이 가장 즐겨 먹는 음식의 주재료로 쓰인다.
한편 꾸란 제5장 3절에는 무슬림이 먹으면 안 되는 음식, 즉 하람에 대해 규정하고 있다. 하람 음식에는 “죽은 고기와 피와 돼지고기와 하느님의 이름으로 잡은 고기가 아닌 것, 교살된 것과 때려잡은 것과 떨어져서 죽은 것과 서로 싸워서 죽은 것과 다른 야생이 일부를 먹어버린 나머지와 우상에 제물로 바쳤던 것과 화살에 점성을 걸고 잡은 것”이 있다. 그러나 금지된 음식이더라도 기아의 상태에서 생명이 위험할 때(꾸란 2: 173; 16: 115; 6: 145), 목숨을 구할 때, 또는 무의식 중에 먹었을 때는 허용하는 유연한 입장을 취한다.
이슬람교에서는 원칙적으로 사냥개에 물려 죽은 모든 동물의 식용을 금지한다. 그런데 예외적으로 사냥개가 사냥감을 죽이기 전에, 또는 활을 쏘기 전에 ‘비스밀라(알라의 이름으로)’를 암송하면 사냥감이 사냥 중에 죽은 것이라 해도 먹을 수 있다. 그 밖에 거의 대부분의 곤충류와 파충류, 그리고 송곳니가 있는 동물, 발톱이 있는 새는 ‘비스밀라’를 외치고 잡은 것이라 할지라도 먹을 수 없다.
이슬람교에서는 동물의 피도 오염된 것으로 규정한다. 그래서 피는 요리 전에 반드시 제거해야 한다. 이러한 전통은 동물의 피는 이슬람교 출현 이래 하람 음식으로 인식되어 먹지 않았으나, 이슬람교가 전파되기 이전에는 사막의 유목민에게 유용한 먹을거리로 간주되었다. 사막의 아랍인들은 낙타의 털과 피를 잘 섞은 다음 불 위에서 요리한 음식을 즐겨 먹었다고 한다.

### 이슬람식 도축법

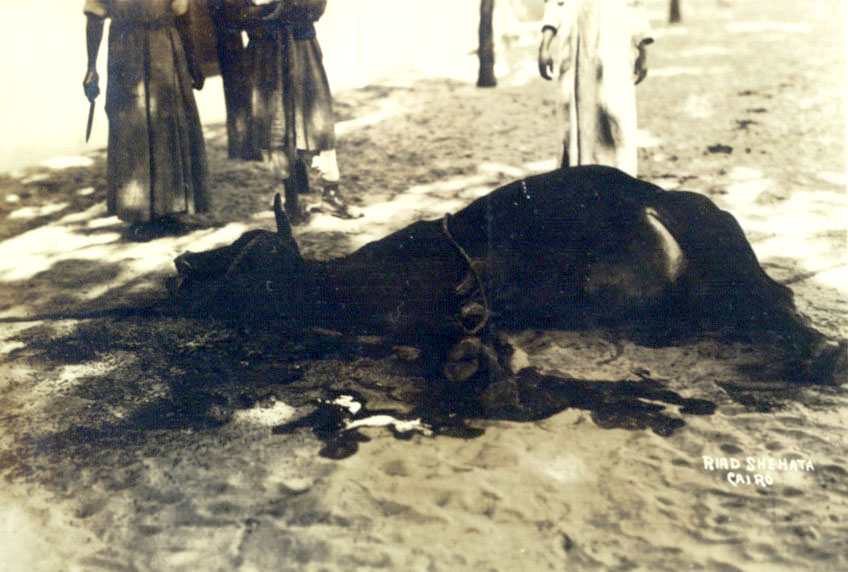
이슬람식 도축법으로 도축을 하는 모습

육류의 경우 무슬림은 이슬람교에서 허용된 ‘깨끗한’ 음식, 즉 할랄 음식만 먹는다. 무슬림의 ‘깨끗한’ 음식 준비과정은 일정한 절차를 거쳐야 한다. 무슬림은 도축할 동물의 머리를 이슬람교의 성지인 메카 방향으로 돌려 눕히거나 든 채 날카로운 칼로 목을 따 모든 피를 제거한 것만 섭취한다. 이를 ‘다비하’ 라고 한다. 다비하 의식을 따르는 도축방식은 반드시 무슬림이 행해야 한다. 또한 도축하는 사람은 반드시 ‘비스밀라’ 혹은 ‘알라 알-아크바르(신은 위대하다)’ 라는 문구를 언급하면서 ‘알라(하느님)’의 이름으로 도축을 행해야 한다. 이는 하느님께서 창조하신 음식에 대한 감사의 의미와 모든 것이 하느님으로부터 와서 다시 하느님께로 귀의한다는 것을 의미한다.
이 밖에도 동물을 도축할 때 무슬림이 따라야 하는 또 다른 조건이 있다. 다른 동물들이 보는 앞에서 다비하 의식을 행해서는 안 되며, 다비하 의식을 행하기 전에 동물에게 칼을 보여서도 안 된다는 것이다.
도축은 주로 무슬림 남성의 몫이다. 어느 문화권을 막론하고 예로부터 육류는 남성의 상징으로 간주되어왔다. 이는 이슬람 사회에서도 마찬가지이다. 이슬람 사회에서 축제나 행사 때 양의 도축과 요리는 주로 남성이 맡고 있다. 고기는 과거에는 특별한 축제나 종교적 행사가 있을 때만 상에 올라온 아주 귀중한 음식이었기 때문이다. 따라서 명절이나 결혼식과 같은 집안 행사 때 요리하는 남성들의 모습을 자주 볼 수 있다. 남성들은 고기요리를 함으로써 매번 종교적 의무를 수행하는 것이다. 이에 반해 일상생활에서의 요리는 여성의 몫으로 간주된다. 일상생활에서의 요리는 평범하고 세속적인 일이라 여기기 때문이다.

## 음식 예절[10]
아랍의 에티켓과 금기는 주로 아랍 베두인의 전통 관습과 이슬람 교리에 근거하고 있다. 특히 아랍인들은 이슬람을 신앙으로 받아들인 이후에는 이슬람의 경전인 코란과 사도 무함마드의 언행록인 하디스를 삶의 지침으로 삼았다. 모든 법 중에 이슬람법(샤리아)이 최우선으로서 이슬람 교리가 국민 생활과 의식구조, 가치관의 기준이 된 것이다.
다음은 이슬람의 음식 문화이다.
- 그만 마시고 싶을 때는 컵을 흔들고 되돌려 주는 표시를 한다. 보통 한 잔 또는 석 잔을 마시는 것이 예의이다.
- 식사시간에 손님은 보통 마루에 앉는다. 이럴 때 발바닥이 다른 사람에게 보이지 않도록 앉아야 한다. 왼손처럼 발바닥은 불결하며, 만약 발바닥이 보일 경우는 모욕으로 상대방이 받아들인다.
- 여자보다 남자가 먼저 음식에 손을 대고 먹을 것을 선택한다.
- 식사 전에는 큰 소리로 덕담을 나누나, 식사 중에는 별로 말을 하지 않으며, 물은 주로 식후에 마신다.
- 초대 받은 사람은 적극적으로 응해야 한다.
- 초대받은 사람은 너무 이르지도 않고 또는 주인이 긴 시간동안 기다리지 않도록 하고, 모임 장소에 들어갔을 때는 주인이 지정한 자리에 앉는다.
- 초대 받았을 시 3일 동안은 좋으나, 주인이 간청하지 않는 한 그 이상 머물러서는 안 된다.
- 뜨거운 음식을 입으로 훌훌 불어서는 안 되며, 식을 때까지 기다려야 한다.
- 최고 연장자에게 음식과 먹을 것을 우선 제공해야 한다.
- 접시 위로 악수를 해서는 안 되며, 음식에 머리를 가까이 해서도 안된다.

## 종류

### 빵[11]

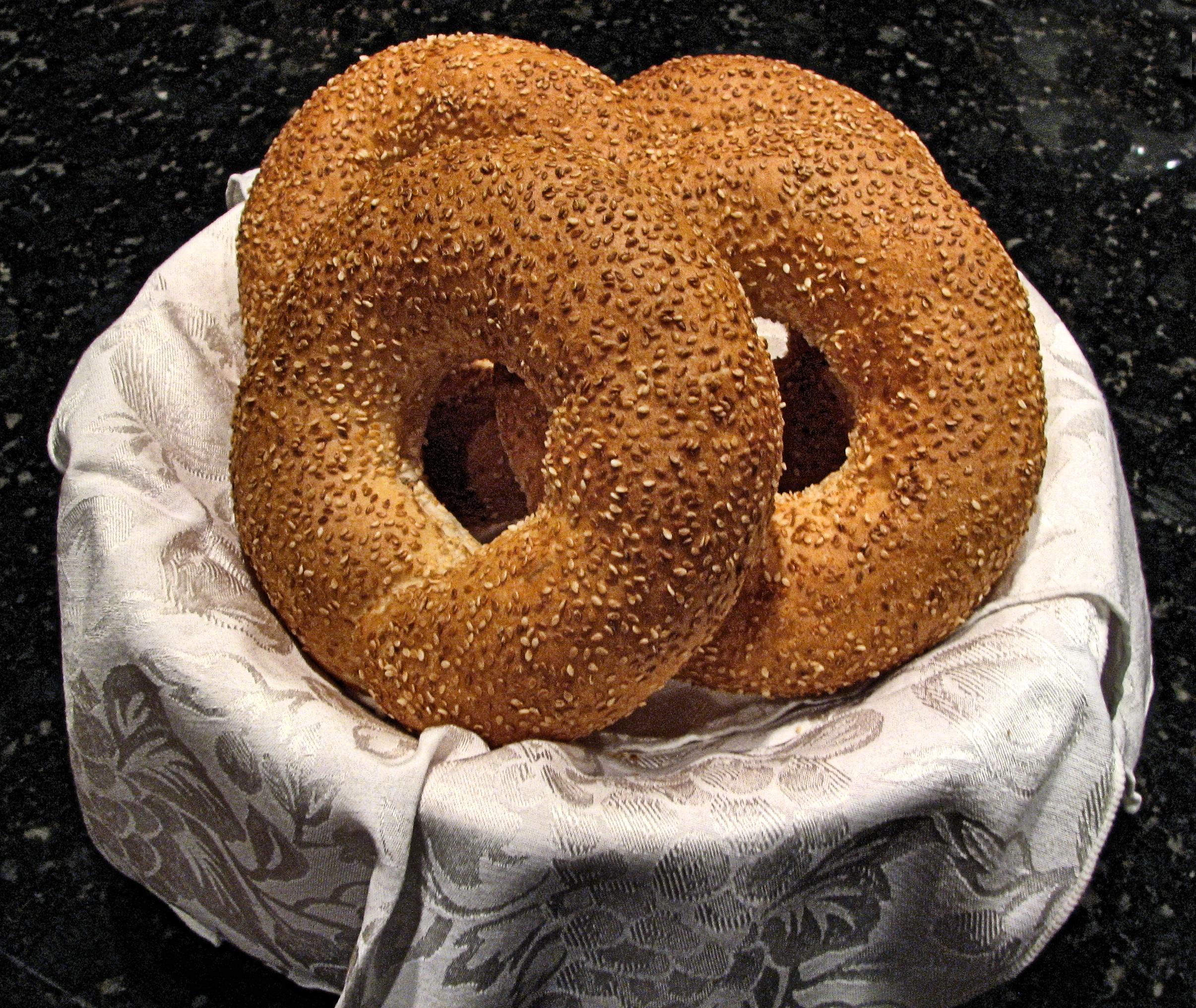
아랍빵 칵

빵은 고대부터 쌀과 함께 아랍인의 주식으로 자리하면서 유목민의 중요한 에너지원이었다. 아랍인은 빵이 바닥에 떨어졌을 경우 절대 발로 밟지 않고 주워서 먼지를 털어내고 선반 위에 올려놓거나 안전한 곳에 두면서 신의 이름을 소리 내어 말한다. 또 빵을 먹을 때는 절대 칼로 자르지 않았으며 다른 사람에게 건넬 때도 던지는 법이 없었다.
아랍인이 주식으로 먹는 빵의 종류는 크기와 두께, 그리고 그 위에 얹는 양념에 따라 다양하다. 대체적으로 모양은 둥글고 평평한 형태이다.

#### 종류
- 차바티스: 인도에서 기원한 베이킹파우더를 넣지 않은 빵으로, 걸프 지역에서 대중적으로 소비된다.
- 대추야자 빵: 대중적인 빵으로, 전통적인 단 음식과 아랍커피와 같이 먹으며 결혼이나 종교의식 때 또는 특별한 날에 먹는다.
- 얇은 빵: 집에서 만드는 전통적인 빵으로, 주로 라마단 금식 시작 전 새벽에 먹는다.
- 기장 빵: 주로 사우디의 북부와 남부에서 소비되는 빵이다.
- 탄누르 빵: 이란과 이라크 지역, 걸프 지역에서 주로 소비되는 빵으로, ‘탄누르’ 라는 진흙으로 된 오븐에서 구워낸다. 이란에서 제빵법이 유입되어 이란 빵이라 부르기도 한다.
- 참깨 빵: 참깨를 얹은 빵으로, 역시 대중적으로 소비된다.

### 밥[12]
쌀은 빵과 함께 아랍인의 주식이다. 그러나 아랍인에게 쌀이 항상 풍성한 것은 아니었다. 1940년대 전까지만 해도 쌀은 고급음식으로서 부자들의 식탁이나 특별한 날에만 제공되는 사치품이었다. 아랍인의 식탁에는 쌀보다 값이 싼 밀, 보리, 옥수수가 더 많이 올랐다. 그러나 1950년대 이집트, 시리아, 이라크 남부의 새로운 농법 개발로 쌀 공급이 늘어나면서 아랍인의 주식이 된 것이다. 특히 걸프 지역에서 쌀이 많이 소비되는데, 주로 인도, 파키스탄, 이란, 타이에서 수입한다.

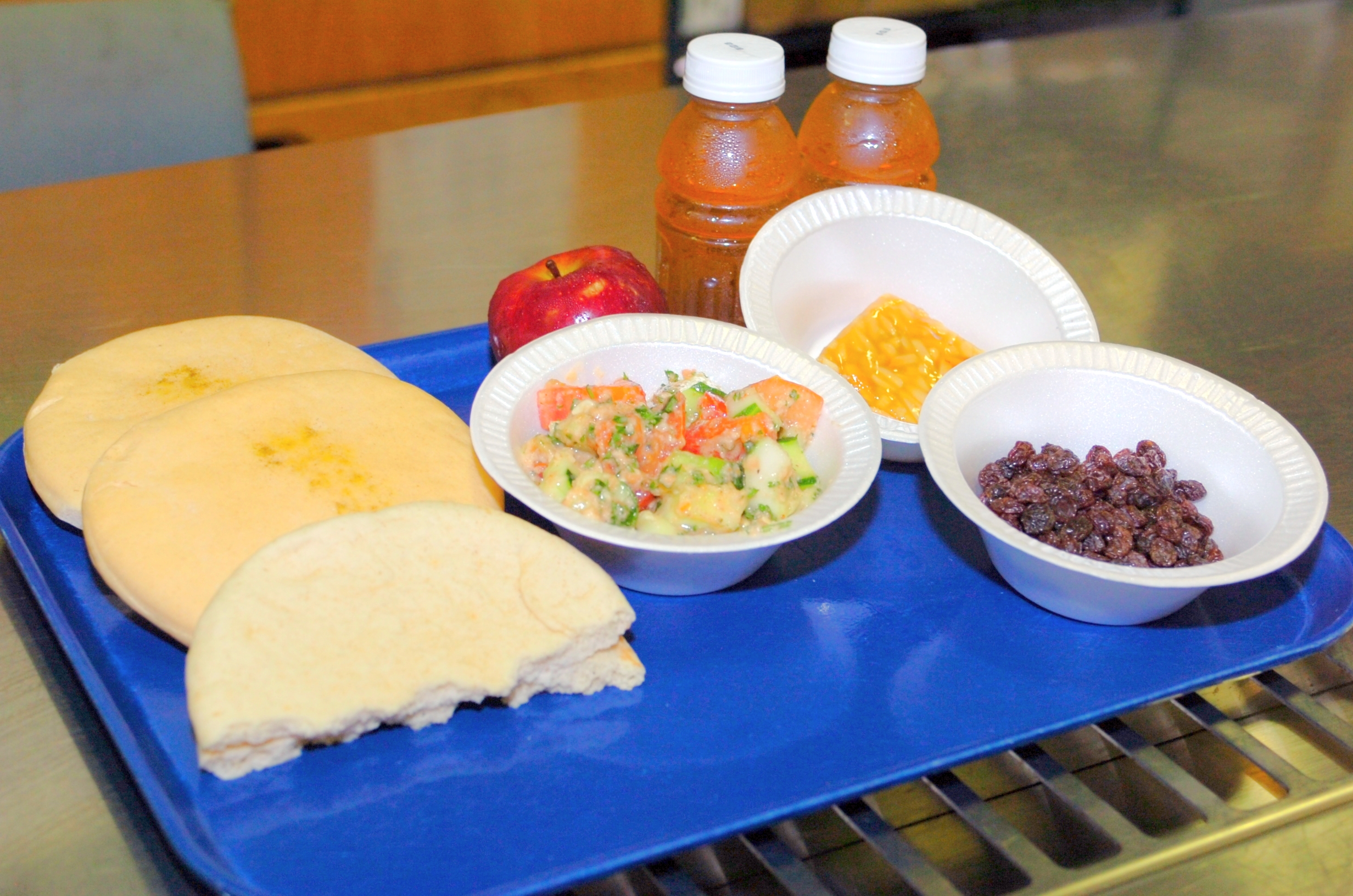
라마단 기간 식사

#### 종류
- 마베르-부: 이라크와 아랍은 아니지만 중동의 이란 지역에서 생산되는 고급품질 쌀이다. 쌀의 알은 길고 향이 좋지만 값이 비싸며 오늘날에는 거의 제대로 구하기 힘들다.
- 라쉬디: 이집트와 시리아 지역의 쌀로 쌀알의 길이가 짧다.
- 바스마티: 아랍에서 가장 인기 있는 인도산 쌀. 쌀알의 길이가 길며 향이 무척 좋다.
- 제라흐: 바스마티보다 짧지만 역시 강한 향이 특징이다.
- 마자흐: 젖었을 때 끈적끈적하며, 쌀알이 짧은 쌀은 주로 야채나 과일의 속을 채우는 돌마 요리에 쓴다.

#### 조리법
가장 기본적인 방법은 기름에 살짝 볶은 뒤 물을 붓고 끓이는 방법, 쌀을 끓는 물에 넣고 물이 흡수되면 기름을 붓고 요리하는 방법, 쌀을 간이 된 물에 일단 끓이고 난 뒤 물을 제거하고 기름과 양념을 섞거나 설탕과 당밀을 넣고 끓이는 방법이 있다. 세 번째 방법은 걸프 아랍 지역에서 가장 대중적인 방법이다. 이렇게 조리한 쌀은 수프와 단독으로 먹기도 하고 고기, 생선, 채소와 함께 먹기도 한다.

### 콩요리[13]
아랍음식에서 주식으로 많이 등장하는 재료가 콩이다. 아랍지역에서 재배되는 콩으로는 렌즈콩(lentil), 병아리콩(chickpea), 누에콩(broad bean), 완두콩 등이 있다. 콩은 고기를 섭취할 수 없는 서민들에게 단백질을 제공하며, 먹으면 쉽게 배가 부르고 소화도 더디며, 값도 싸고 보관하기도 쉽다.

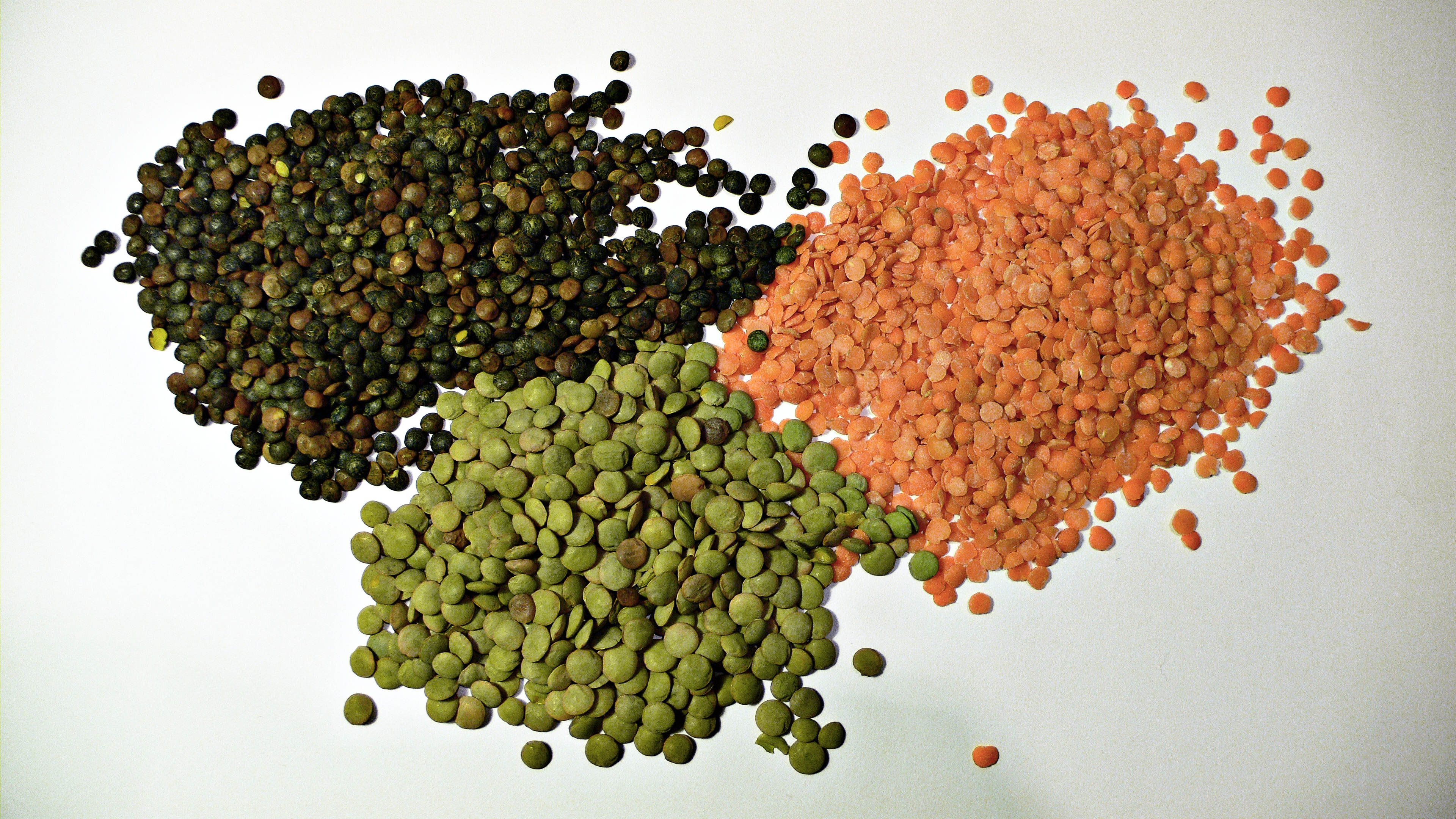
렌즈콩
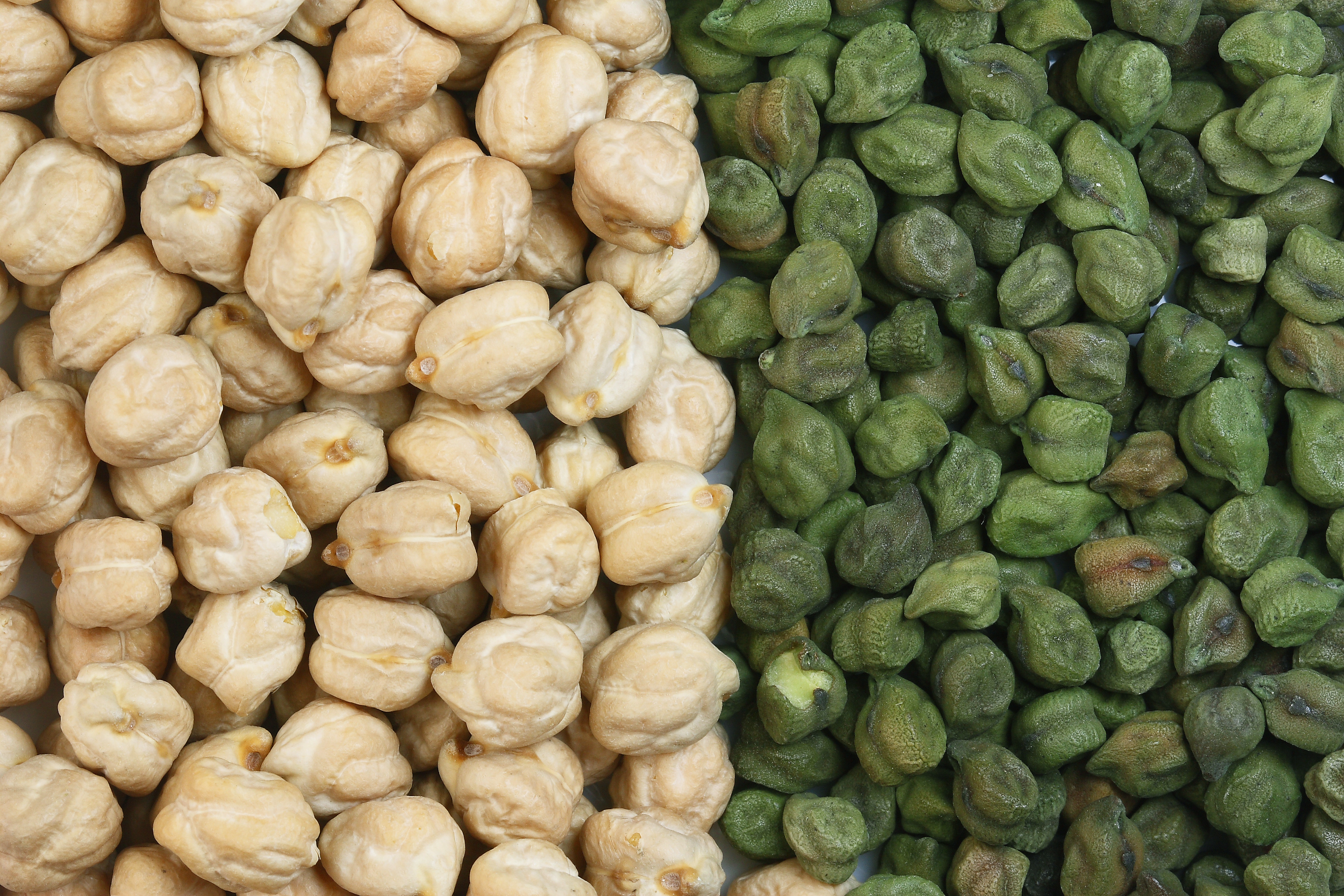
병아리콩
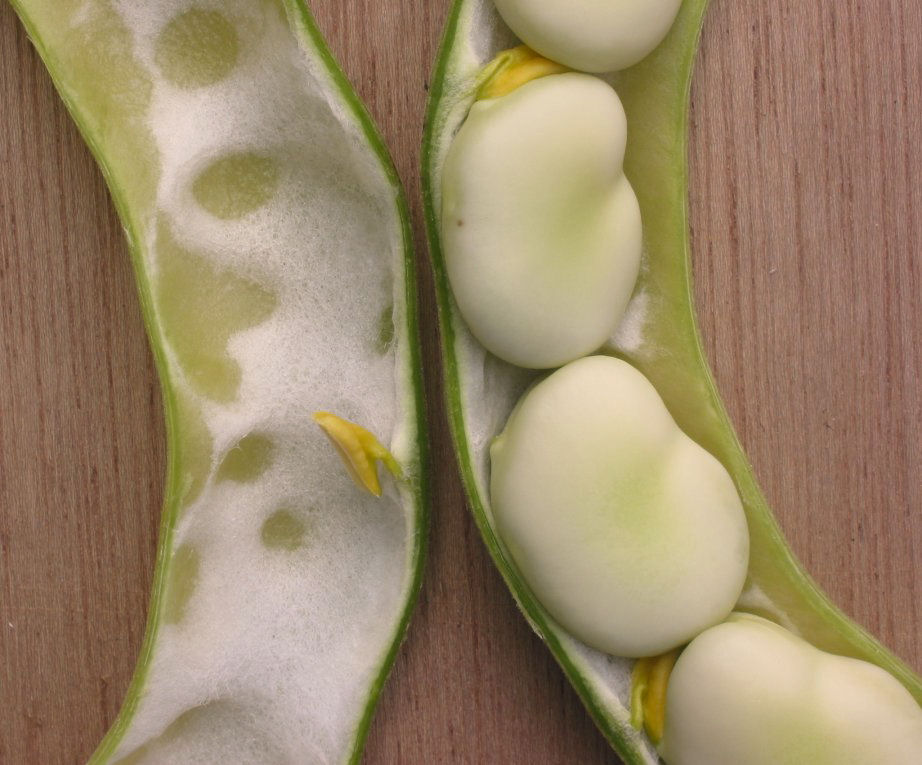
누에콩
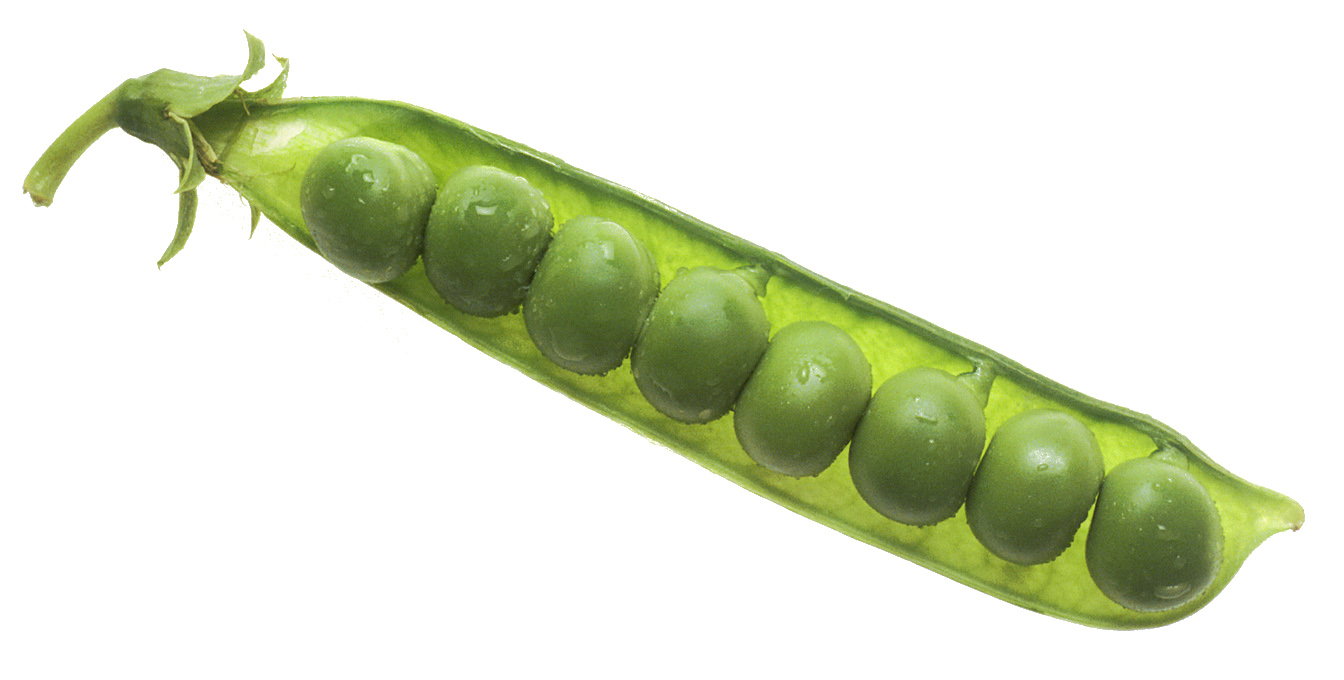
완두콩

### 대추야자[14]

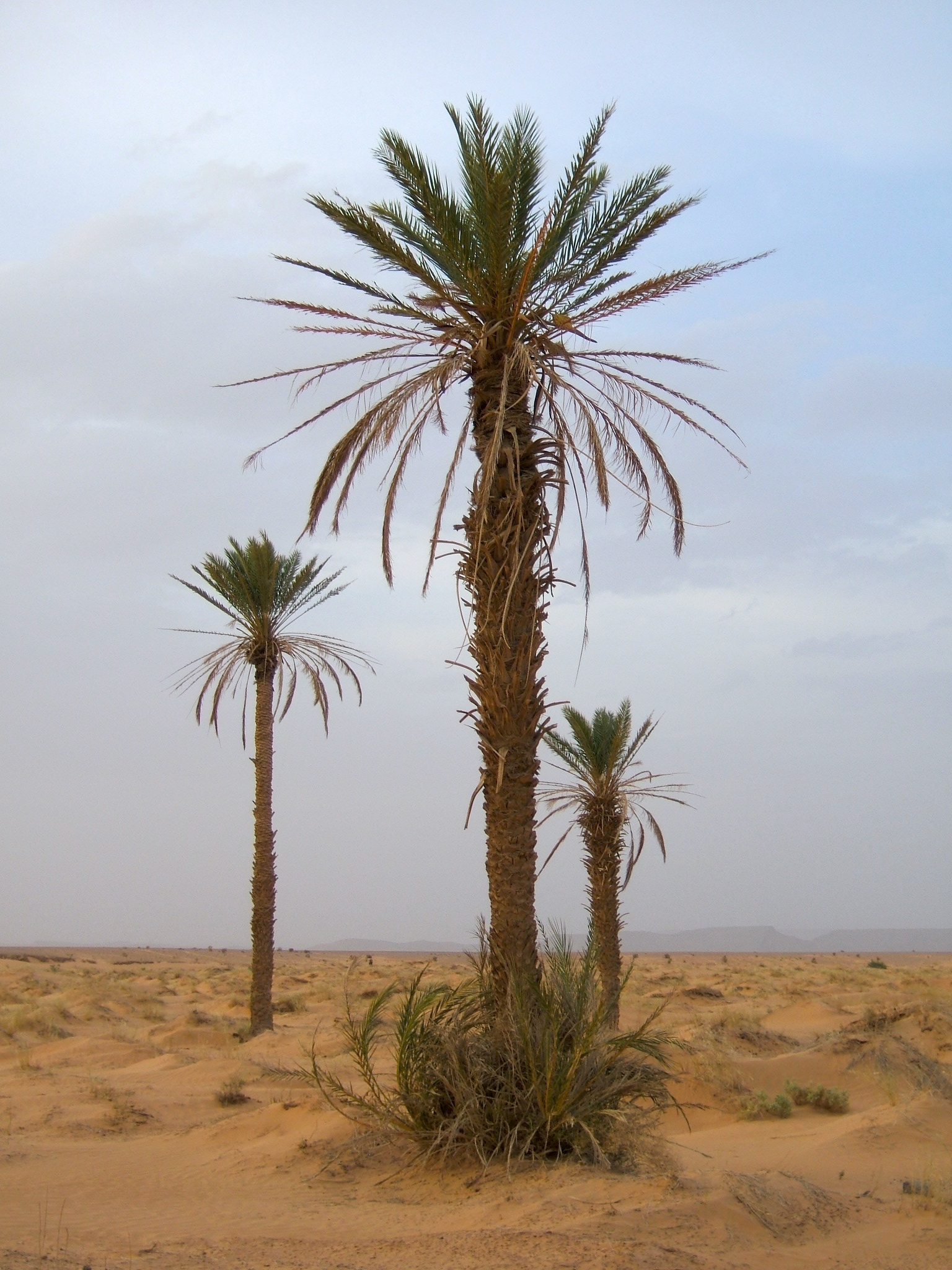
대추야자

대추야자는 고대부터 현대에 이르기까지 아랍 무슬림이 가장 사랑하는 열매이다. 대추야자에는 단백질, 당분, 철, 마그네슘과 칼륨이 풍부하다. 특히 무슬림에게 대추야자는 라마단 달에 없어서는 안 될 종교적 열매이며 축복받은 열매로 간주된다. 이슬람교의 전통에 따르면 사도 무함마드는 라마단 달의 금식 후 대추야자 몇 알로 금식을 끝냈다고 한다. 이러한 전통은 오늘까지 지켜지고 있는데, 무슬림은 여전히 라마단 달 금식을 끝낼 때는 대추야자 몇 알을 먹는 것으로(대체로 홀수로 먹는다) 하루 동안의 금식을 종료한다.
중동 지역에서 대추야자가 재배되기 시작한 것은 기원전 5000년 경부터이다. 대추야자는 곡식보다 저렴했기 때문에 가난한 사람들의 주식으로 애용되기도 했다. 대추야자는 생으로 먹기도 하고 말려서 먹기도 한다. 특히 오늘날 말린 대추야자는 다양한 형태로 소비되는데, 말린 것을 그냥 먹기도 하고 씨 부분을 제거한 후 아몬드와 같은 견과류를 대신 넣거나 치즈나 햄, 초콜릿을 넣어 먹기도 한다. 대추야자는 성숙단계별로 킴리, 칼랄, 루탑, 타므르 등 고유한 이름으로 불린다. 킴리는 익지 않은 상태, 칼랄은 완전히 자라 씹으면 우두둑 소리가 나는 상태, 루탑은 익어 부드러운 상태, 타므르는 익은 것을 말린 상태를 말한다. 아랍인들이 가장 즐겨 먹는 것은 타므르이다.
겨울에는 대추야자를 건조시켜 압착한 것을 주로 먹고, 때때로 이를 잘게 다져서 보리 반죽에 섞어 구워 먹기도 한다. 대추야자를 넣은 빵은 오늘날에도 결혼식 때 주로 소비되고 있다. 특히 사막의 베두인에게 대추야자는 아주 유용한 품목이었는데, 과거 대추야자는 ‘사막의 배’라고 불리며 유목민의 중요한 운송수단이었던 낙타의 사료나 숯으로도 이용되었다. 오늘날 대추야자의 최대 생산국은 사우디아라비아로, 그 종류만 400여가지가 넘는다. 이 중 상업화된 것은 60종에 이른다.

## 식사 순서
아랍 지역 무슬림의 일상음식은 하루 세 끼로 되어 있다. 아랍 지역은 약 두 달간의 겨울을 제외하면 날씨가 매우 덥다(여름엔 기온이 섭씨 40도에서 50도까지 오른다). 한낮의 더위를 피하기 위해 학교건 회사건 등교나 출근 시간이 상당히 이르다. 아침 8시면 하루의 일과가 공식적으로 시작되며 오후 2시에서 3시면 일과가 끝난다. 귀가를 하면 점심을 먹고 한숨 잔다. 그리고 해가 저물 저녁때부터 다시 일상을 시작한다. 일반적으로 아침과 저녁은 소박하고 간단하게, 점심은 무겁고 풍성하게 먹는 것이 특징이다.

### 아침식사

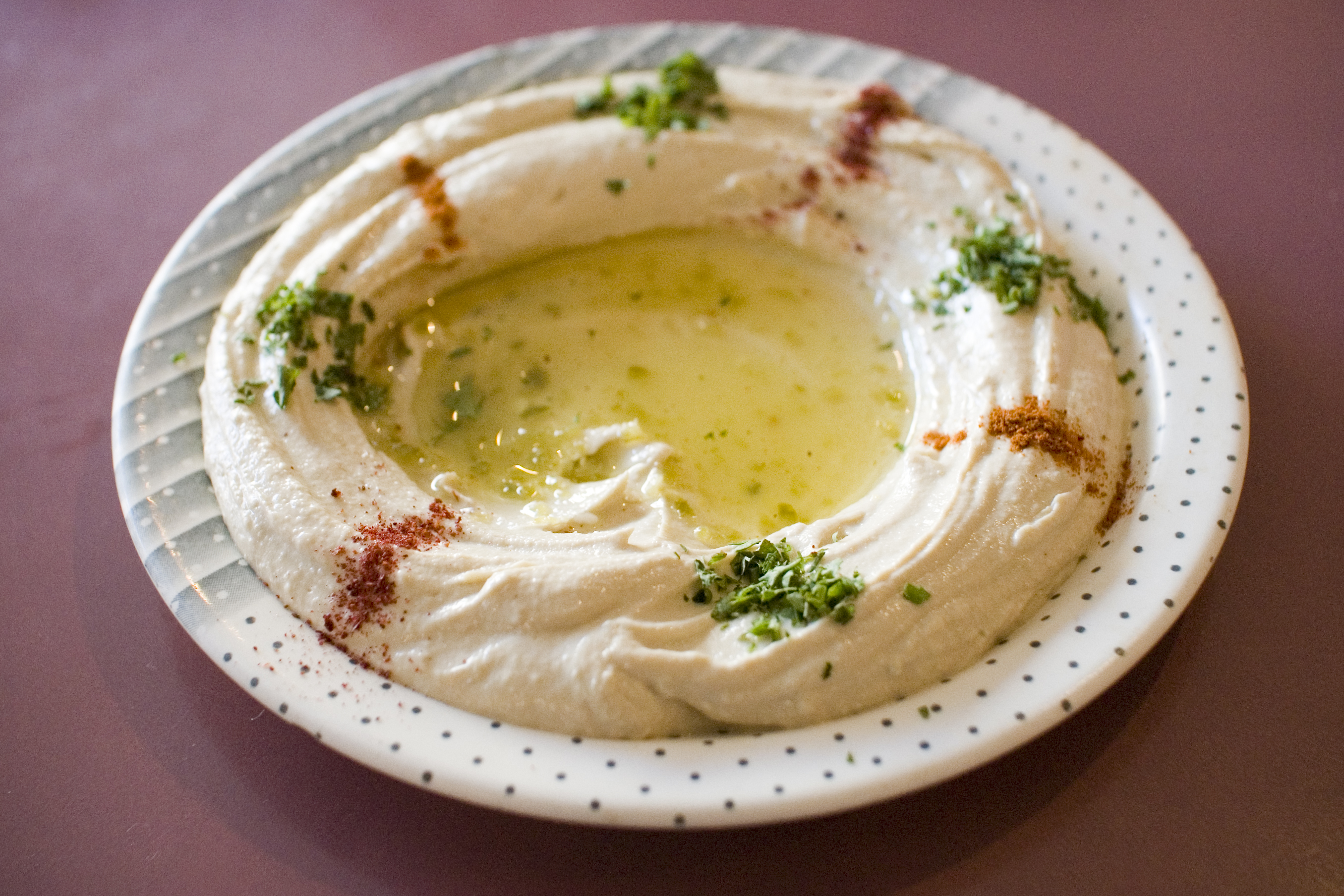
훔무스

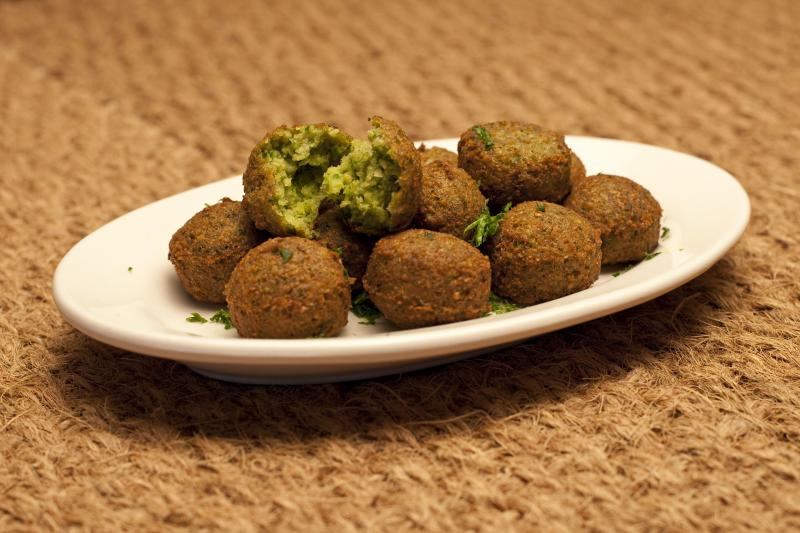
팔라펠

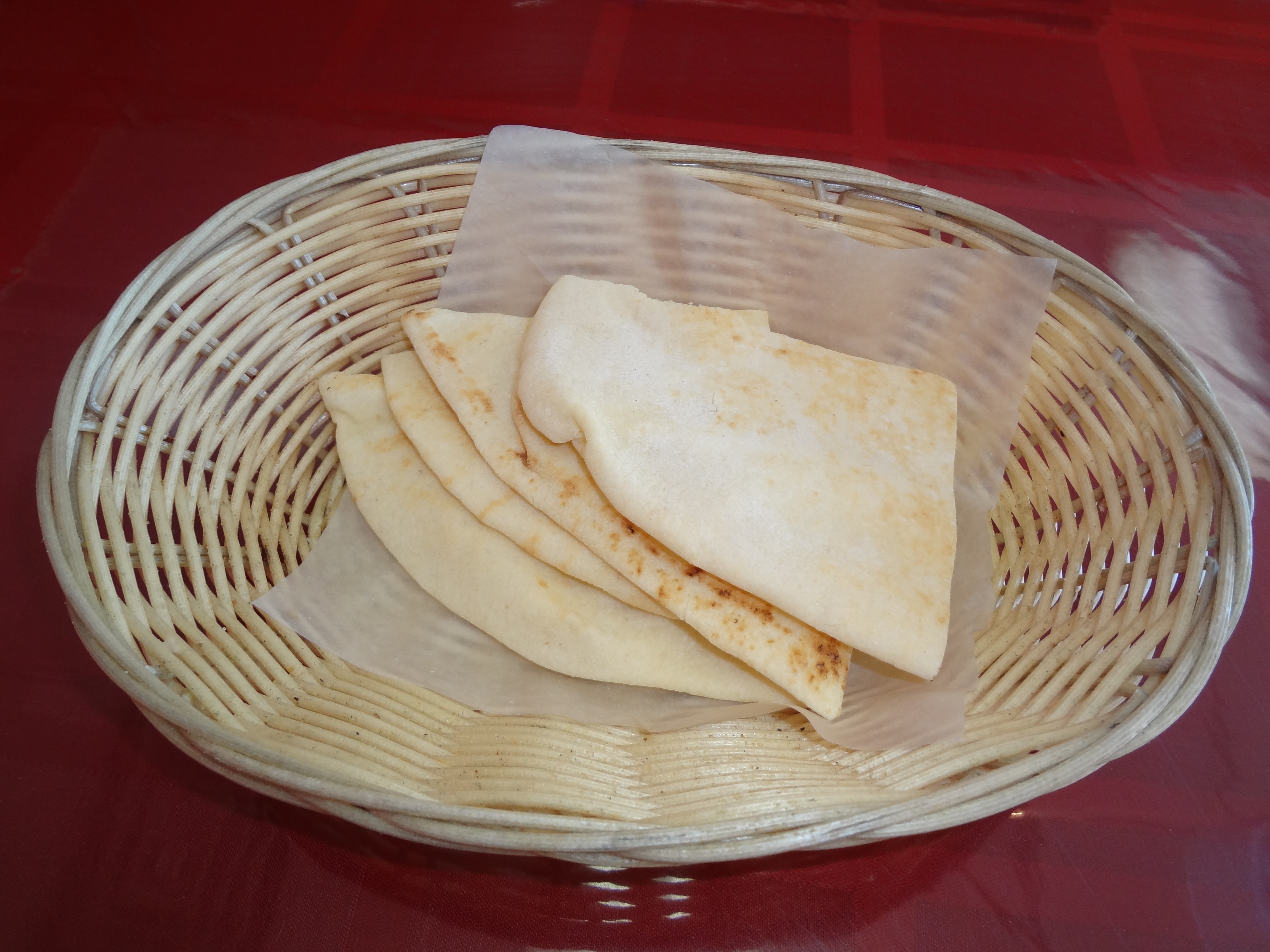
쿠브즈

아랍인은 일반적으로 아침에는 빵과 유제품, 차와 잼 등으로 간단하게 식사를 한다. 이 중 유제품은 그 기원이 중동인 만큼 아랍 무슬림의 식탁에서 빠질 수 없는 중요한 품목이다. 유제품은 걸쭉한 정도에 따라 종류가 다양하다.
아랍 무슬림이 아침에 주로 먹는 것은 패스트리류 또는 '쿠브즈'라고 부르는 전통적인 납작한 빵이다. 빵 사이에 치즈를 끼워서 먹기도 하고 '훔무스'라는 콩으로 만든 퓌레에 빵을 찍어 먹기도 한다. 전통 식단 대신 서구식으로 아침을 해결하는 사람도 있는데, 크루아상에 커피를 주로 먹는다. 그러나 육체노동을 하는 사람은 길거리 음식의 대명사인 ‘팔라펠’을 주로 먹는다. 팔라펠의 주재료는 콩으로 값도 싸고 영양가도 높기 때문에 서민들의 대표적인 요깃거리로 사랑받는다. 그 생김새는 우리의 동그랑땡과 비슷한데, 아랍의 전통빵 사이에 약간의 야채와 소스를 끼워서 샌드위치 형식으로 먹는다. 팔라펠은 기름에 튀겼기 때문에 점심식사 시간 전까지 꽤 든든하게 버틸 수 있다. 아침식사는 출근 전 7시나 그 전쯤 하거나 아예 늦은 시간인 출근 후 11시경에, 주로 차 혹은 네스카페라 부르는 우유와 설탕을 듬뿍 넣은 커피와 함께 먹는다.

### 점심식사
점심식사 시간은 늦은 오후 2시에서 4시 사이에 주로 이루어진다. 이 시간은 보통 업무가 끝나는 시간으로 온 가족이 함께 모일 수 있는 때이다. 손님 초대도 하루의 주 식사시간 때인 점심시간에 많이 이루어진다. 그래서 점심 메뉴는 종류나 양 면에서 풍성한 것이 특징이다. 특히 손님 접대 시에는 코스 요리가 진행되는데, 일반적으로 샐러드와 수프, 주요리와 디저트로 구성된다. 오늘날 무슬림의 음식도 일부 ‘코스’ 화가 되었으나, 전통적으로 아랍인이 식사 때 먹던 음식은 코스 요리가 아니라 한 상에 모든 음식을 다 같이 차려놓고 먹는 형태였다. 샐러드는 갖가지 푸성귀를 넣어 레몬과 소금, 후추로 간을 하며 주요리는 쇠고기, 닭고기, 양고기 또는 생선 등을 오븐에 구워서 밥이나 빵과 함께 내놓는다. 코스 요리의 끝은 디저트 혹은 견과류가 들어가 있는 말린 과일과 커피, 혹은 박하 잎이 들어간 차이다.

### 저녁식사
아랍인들은 점심을 무겁게 먹기 때문에 저녁식사를 가볍게 하는 편이다. 보통 잠자리에 들기 바로 전인 밤9시에서 11시 사이에 많이 먹는다. 그런데 오늘날에는 생활패턴의 변화로 저녁식사의 비중이 점점 커지고 있으며 손님 초대도 점심 대신 저녁때 많이 하는 경향이 있다. 일반적으로 가볍게 먹는 저녁식사에는 쿠브즈, 우유, 라반, 치즈, 달걀 등이 포함된다.

## 같이 보기
- 팔라펠
- 훔무스
- 쿠브즈
- 샤와르마
- 바바 가누쉬
- 되네르
- 카다멈